# Pierwszy rząd Pedra Passosa Coelho
Pierwszy rząd Pedra Passosa Coelho (port. XIX Governo Constitucional de Portugal – XIX rząd konstytucyjny Portugalii) – rząd Portugalii funkcjonujący od 21 czerwca 2011 do 30 października 2015. Był to centroprawicowy gabinet tworzony przez Partię Socjaldemokratyczną (PSD) i Partię Ludową (CDS/PP), który powstał po przedterminowych wyborach parlamentarnych w 2011. Gabinet funkcjonował przez całą czteroletnią kadencję do 30 października 2015, po czym został zastąpiony przez mniejszościowy drugi rząd tego samego premiera.

## Historia
Przedterminowe wybory w 2011 wygrała Partia Socjaldemokratyczna z wynikiem 38,7% głosów. Jej tradycyjny sojusznik, Partia Ludowa, otrzymała 11,7% głosów. Na rządzącą Partię Socjalistyczną padło 28,1% głosów, a 13,1% dostały dwa ugrupowania skrajnej lewicy (CDU i BE). Centroprawicowe partie, współrządzące w latach 2002–2005, zdobyły łącznie 132 mandaty w 230-soobowym Zgromadzenie Republiki.
Po wyborach rozpoczęły się negocjacje między PSD a CDS/PP nad utworzeniem nowego rządu, który miał zastąpić gabinet José Sócratesa. 15 czerwca prezydent Aníbal Cavaco Silva zlecił liderowi PSD Pedro Passosowi Coelho misję powołania nowego rządu. 16 czerwca obie partie podpisały umowę koalicyjną. 17 czerwca 2011 Pedro Passos Coelho zaprezentował prezydentowi skład nowego rządu, do którego weszło 11 ministrów (w poprzednim gabinecie było ich 16). Nowy rząd rozpoczął pracę 21 czerwca.
Gabinet funkcjonował przez całą kadencję. W wyborach w 2015 współtworzące w większości okręgów (poza Azorami i Maderą) koalicję partie centroprawicowe uzyskały 107 mandatów w parlamencie, najwięcej spośród wszystkich ugrupowań, lecz jednocześnie tracąc większość. 30 października 2015 zaprzysiężony został drugi mniejszościowy rząd Pedra Passosa Coelho.

## Skład rządu
- Premier: Pedro Passos Coelho (PSD)[10]
- Wicepremier: Paulo Portas (CDS/PP)
- Minister stanu, minister spraw zagranicznych: Paulo Portas (CDS/PP, do 2013), Rui Machete (PSD, od 2013)
- Minister stanu, minister finansów: Vítor Gaspar (bezp., do 2013), Maria Luís Albuquerque (PSD, od 2013)
- Minister obrony narodowej: José Pedro Aguiar-Branco (PSD)
- Minister administracji i spraw wewnętrznych: Miguel Macedo (PSD, do 2014), Anabela Rodrigues (bezp., od 2014)
- Minister sprawiedliwości: Paula Teixeira da Cruz (PSD)
- Minister gospodarki i zatrudnienia: Álvaro Santos Pereira (bezp., do 2013)
- Minister gospodarki: António Pires de Lima (PSD, od 2013)
- Minister rolnictwa, spraw morskich, ochrony środowiska i planowania przestrzennego: Assunção Cristas (CDS/PP, do 2013)
- Minister rolnictwa i spraw morskich: Assunção Cristas (CDS/PP, od 2013)
- Minister ochrony środowiska i planowania przestrzennego i energii: Jorge Moreira da Silva (PSD, od 2013)
- Minister zdrowia: Paulo Macedo (bezp.)
- Minister edukacji i nauki: Nuno Crato (bezp.)
- Minister solidarności społecznej i bezpieczeństwa socjalnego: Pedro Mota Soares (CDS/PP, do 2013)
- Minister solidarności społecznej, bezpieczeństwa socjalnego i zatrudnienia: Pedro Mota Soares (CDS/PP, od 2013)
- Minister delegowany ds. parlamentarnych: Miguel Relvas (PSD, do 2013)
- Minister delegowany ds. rozwoju regionalnego Miguel Poiares Maduro (PSD, od 2013)
- Minister ds. parlamentarnych i prezydium rządu: Luís Marques Guedes (PSD, od 2013)
- Sekretarz stanu ds. prezydium rządu: Luís Marques Guedes (PSD, do 2013)
- Sekretarz stanu w gabinecie premiera: Carlos Moedas (PSD, do 2014)